# Chiesa di San Benedetto (Perugia)
La chiesa di San Benedetto è una chiesa romanica di Perugia risalente al X secolo, addossata al tracciato delle mura etrusche della città. La chiesa ha vissuto una storia abbastanza travagliata, andando incontro, nel corso del tempo, ad almeno quattro fasi costruttive, che ne hanno modificato anche significativamente la primitiva struttura. Ad oggi è in stato di abbandono.

## Storia e descrizione
Il nucleo originario della chiesa di San Benedetto fu edificato nel X-XI secolo dall'ordine benedettino, tanto che la chiesa è tuttora dedicata a San Benedetto da Norcia. Non è chiaro perché l'ordine abbia deciso di edificare una propria sede così vicino alla città; in genere infatti gli ordini monastici medievali preferivano stabilirsi fuori dai centri abitati, e prevalentemente lungo le strade di comunicazione, sia perché necessitavano di pace e tranquillità, sia perché il possesso di un'abbazia era spesso e volentieri connesso allo sfruttamento di vasti latifondi, che necessariamente si situavano fuori dai centri cittadini. Non è chiaro, in ogni caso, il motivo di questa scelta.
Già dal XII secolo la chiesa di San Benedetto venne ceduta dai benedettini all'ordine dei Gerosolimitani, che apportarono diverse modifiche alla struttura originaria. In questo momento storico, San Benedetto si connota come una chiesa romanica: molto essenziale, disadorna, con una struttura molto più piccola e modesta rispetto all'attuale. La facciata, che doveva essere molto semplice, a spioventi, raggiungeva a malapena l'altezza della prima delle finestre che si possono ad oggi individuare nella facciata. Per questa configurazione si parla della prima fase costruttiva.

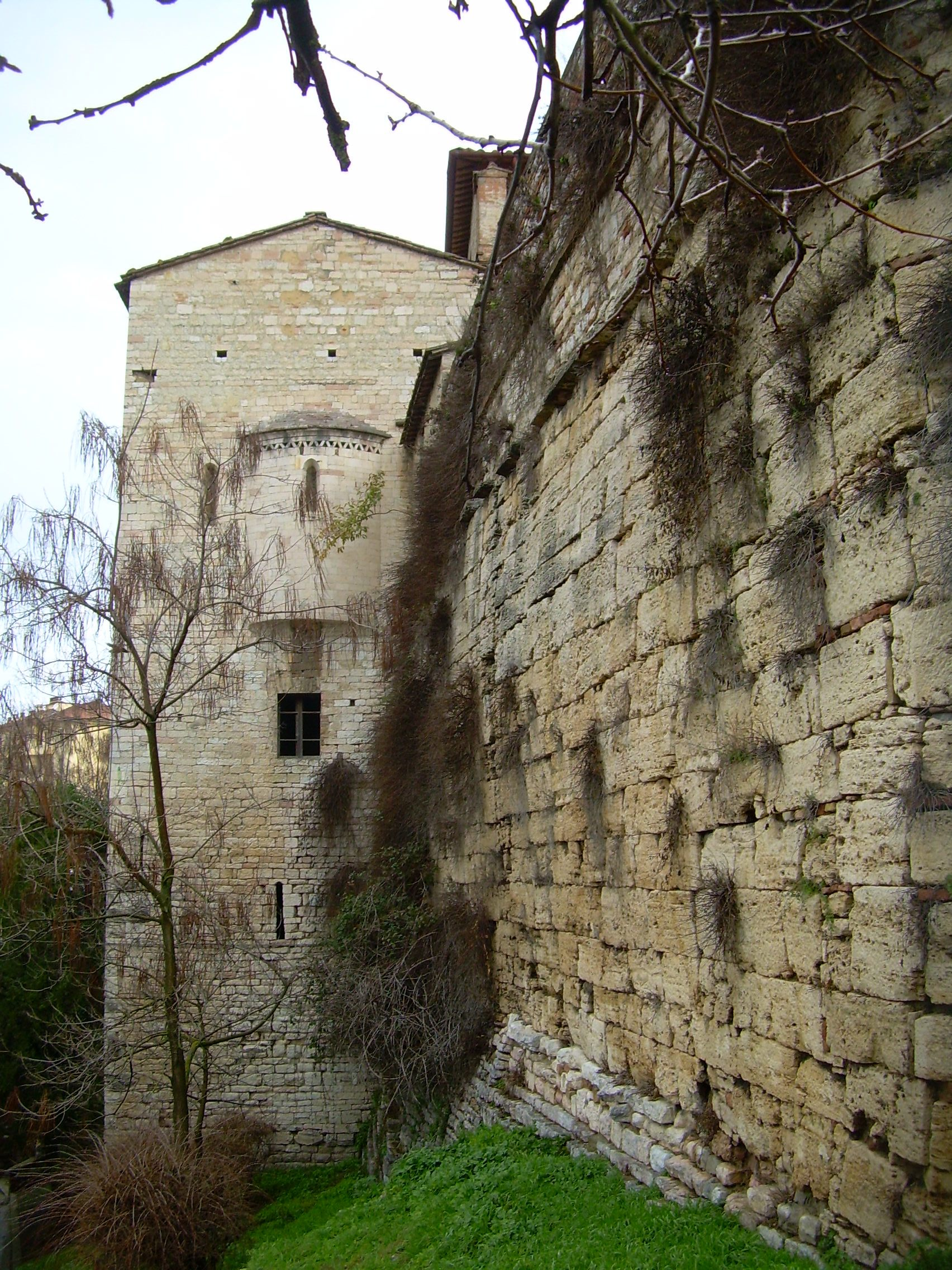
Retro della chiesa, con l'absidiola sospesa

Nel periodo di tempo che va dal XII secolo al 1297 non si hanno testimonianze di nessun genere su questa chiesa. Si è tuttavia felicemente ipotizzato che l'originaria facciata romanica sia stata innalzata; infatti, il gusto artistico dominante in tutto il continente europeo, che, nato in Francia al principio del XIII secolo, aveva influenzato la produzione artistica di tutti gli altri Paesi, non era più il romanico ma il gotico. Questo stile si differenziava profondamente dal suo predecessore. Quanto più il romanico aveva dato origine a chiese possenti e piantate a terra (per celebrare, nelle intenzioni dei costruttori, il trionfo politico oltre che spirituale della Chiesa Cattolica), il gotico dà vita a chiese alte, svettanti, che puntano verso l'alto. Guardando oggi la facciata di San Benedetto, che pur nasce come chiesa romanica, oggi si può osservare una chiesa dai tratti goticizzanti, sottolineati anche dall'arco a sesto acuto che sovrasta l'architrave della porta d'ingresso. Il rivestimento gotico segna la seconda fase costruttiva di San Benedetto.
Per la terza fase costruttiva, si deve attendere l'anno 1297, che segna un anno di svolta nella storia della chiesa. Si apprende infatti dagli Statuti del Comune di Perugia (tuttora conservati e consultabili) che una serie di crolli nella cinta muraria etrusca (cui la chiesa di San Benedetto era ed è addossata) indussero ad apportare nuove modifiche ala struttura della chiesa, che venne ulteriormente innalzata; inoltre, sfruttando l'altezza già considerevole dell'edificio, la chiesa fu divisa a metà: fu creata un'aula al piano terra, destinata ai contadini provenienti dal contado (fuori dalle mura urbiche) e un'aula al piano di sopra, riservata all'uso dei cittadini, che abitavano dentro la cinta muraria etrusca. L'entrata della chiesa dei cittadini è da situarsi più in alto, dove oggi si possono vedere i resti di due finestre in mattoni rossi. Ciò che costituiva il tratto caratteristico di questa chiesa era che i signori potevano accedere direttamente alla chiesa del piano superiore tramite un ponticello sospeso che collegava l'entrata della chiesa superiore direttamente alla cinta muraria etrusca, ponticello che rappresentava una soluzione architettonica originalissima, che è oggi andata perduta, ma che sappiamo essere stata in uso almeno fino al Seicento. Questa passerella sospesa fu molto apprezzata, tanto che in epoca rinascimentale (fra il Quattrocento e il Cinquecento) fu addirittura coperta, grazie ad una volta di gusto tipicamente rinascimentale sostenuta da colonnine capitellate, di cui sono osservabili alcune rimanenze a destra e a sinistra della suesposta porta d'ingresso della chiesa superiore.
Il modello da tenere presente per questa chiesa a doppia aula è quello della vicina Basilica di San Francesco ad Assisi, che infatti si presenta come Basilica Superiore e Basilica Inferiore.
La chiesa doveva contenere anche alcuni sepolcri appartenenti a cavalieri templari, oggi perduti o per lo meno non ancora venuti alla luce.
Purtroppo, la chiesa è stata progressivamente abbandonata, già nel corso del Settecento. Si sa dalle fonti documentarie (e in particolare dalla Guida di Perugia di Serafino Siepi del 1822, che già dal 1777 la zona superiore della chiesa fu annessa al Conservatorio Benincasa, collegio destinato a giovani ragazze. Si è portati a pensare che le funzioni religiose fossero cessate già dalla metà del Settecento.
Con l'annessione dell'Umbria al costituendo Regno d'Italia, ed in particolare per effetto del decreto Pepoli, la chiesa di San Benedetto, in quanto possedimento di una congregazione religiosa, passò di proprietà dello Stato, che tuttora la detiene.
Oggi, la chiesa versa in uno stato di abbandono che tuttavia non impedisce di cogliere le forme aeree, la graziosa absidiola gotica sospesa, il piccolo rosoncino di una vera perla incastonata nelle mura etrusche della città di Perugia.